# Cornus eydeana
Cornus eydeana ist eine Pflanzenart aus der Gattung der Hartriegel (Cornus) innerhalb der Familie der Hartriegelgewächse (Cornaceae). Dieser immergrüne Baum ist im südlichen Yunnan in China heimisch.

## Beschreibung
Cornus eydeana ist ein immergrüner, kleiner Baum, der eine Wuchshöhe von 5 bis 12 Meter erreicht. Der dunkelgraue bis braune Stamm verzweigt sich erst in einiger Höhe.
Die gegenständig am Zweig angeordneten, gestielten, ledrigen Laubblätter messen 3 bis 6 Zentimeter in der Breite und 7 bis 15 Zentimeter in der Länge. Sie sind oberseits stumpf grün und auf der Unterseite grau-grün gefärbt. Ihre Form ist elliptisch, etwas eiförmig, der Blattgrund abgerundet bis keilförmig, die Blattspitze etwas ausgezogen. Sie sind mit zweiarmigen Trichomen behaart. Neben der Mittelrippe gibt es nur drei oder vier Paar Blattadern, die wie bei vielen Cornus-Arten charakteristisch zur Blattspitze hin gebogen sind.
Die doldigen Blütenstände ähneln denen anderer Kornelkirschen-Arten, enthalten allerdings mehr Blüten und sind lang gestielt. Die Blütenknospen werden von zwei Paar hinfälligen Hochblättern umschlossen. Die zwittrige, radiärsymmetrische Blüte ist vierzählig mit doppeltem Perianth. Der Kelch ist vierzähnig. Die vier Blütenkronblätter sind frei. Es ist nur ein Kreis mit vier Staubblättern vorhanden. Sie umgeben ein ringförmiges Nektarium. Zwei Fruchtblätter sind zu einem unterständigen Fruchtknoten verwachsen. Die Blütezeit ist im September.
Die Steinfrüchte sitzen an einem etwa einen Zentimeter langen Stiel. Sie sind länglich-oval und messen etwa 1,5 auf 3 Zentimeter. Reife Früchte sind saftig und dunkelrot bis fast schwarz gefärbt. Sie enthalten einen leicht vierkantigen Stein, von den zwei Samenanlagen ist meist nur eine entwickelt. Rund um die Samenanlagen liegen in den Wänden des Steins rundliche Hohlräume. Die Früchte benötigen ein Jahr bis zur Reife.

## Verbreitung
Gefunden wurde Cornus eydeana im südlichen Yunnan, einer gebirgigen Gegend in Südchina am Nordrand der Tropen. Weitere Bestände könnten im benachbarten Autonomen Gebiet Guangxi und in Vietnam vorkommen, da dort eine ähnliche Vegetation wie an den Fundorten besteht.
Die Pflanzen wachsen in feuchten, immergrünen Wäldern in Höhenlagen von 1300 bis 1800 Meter auf Kalkgestein. Zwei weitere Hartriegelarten kommen dort vor: Cornus oligophlebia und der Hongkong-Hartriegel (Cornus hongkongensis).
Die Vorfahren dieser Art könnten in der Mitte des Oligozän aus Europa nach Ostasien gewandert sein.

## Taxonomie
Innerhalb der Gattung Cornus gehört Cornus eydeana zur Gruppe der Kornelkirschen (Untergattung Cornus). Obwohl äußerlich ähnlich, ist die afrikanische Art Cornus volkensii (ebenfalls ein immergrüner Baum) nicht am nächsten verwandt. Die nächsten Verwandten sind vielmehr die anderen drei eurasischen Arten aus dieser Untergattung (Kornelkirsche, Asiatische Kornelkirsche und Chinesische Kornelkirsche). Es ergibt sich folgende Darstellung der Verwandtschaftsverhältnisse der Kornelkirschen:
|  | Cornus mas         |
|  |                    |
|  | Cornus officinalis |
|  |                    |

|  | Cornus chinensis |
|  |                  |
|  | Cornus eydeana   |
|  |                  |

|  | Cornus mas         |
|  |                    |
|  | Cornus officinalis |
|  |                    |

|  | Cornus chinensis |
|  |                  |
|  | Cornus eydeana   |
|  |                  |

|  | Cornus mas         |
|  |                    |
|  | Cornus officinalis |
|  |                    |

|  | Cornus chinensis |
|  |                  |
|  | Cornus eydeana   |
|  |                  |

|  | Cornus mas         |
|  |                    |
|  | Cornus officinalis |
|  |                    |

|  | Cornus chinensis |
|  |                  |
|  | Cornus eydeana   |
|  |                  |

|  | Cornus mas         |
|  |                    |
|  | Cornus officinalis |
|  |                    |

|  | Cornus chinensis |
|  |                  |
|  | Cornus eydeana   |
|  |                  |

|  | Cornus mas         |
|  |                    |
|  | Cornus officinalis |
|  |                    |

|  | Cornus chinensis |
|  |                  |
|  | Cornus eydeana   |
|  |                  |

|  | Cornus mas         |
|  |                    |
|  | Cornus officinalis |
|  |                    |

|  | Cornus chinensis |
|  |                  |
|  | Cornus eydeana   |
|  |                  |

|  | Cornus mas         |
|  |                    |
|  | Cornus officinalis |
|  |                    |

|  | Cornus chinensis |
|  |                  |
|  | Cornus eydeana   |
|  |                  |

## Botanische Geschichte
Cornus eydeana wurde erst im Jahr 2002 erstmals entdeckt und 2003 wissenschaftlich beschrieben. Der Name ehrt den Botaniker Richard H. Eyde (1928–1990), dessen Forschungsgebiet unter anderem die Gattung Cornus war.

## Verwendung
Da die Früchte größer als die der bekannten Kornelkirsche (Cornus mas) sind, wird spekuliert, dass sich diese Art zur Züchtung großfrüchtiger Hybriden eignen könnte.

## Belege
1. ↑  Qiu-Yun (Jenny) Xiang, Steve R. Manchester, David T. Thomas, Wenheng Zhang: Phylogeny, Biogeography, and Molecular Dating of Cornelian Cherries (Cornus, Cornaceae). Tracking Tertiary Plant Migration. In: Evolution. Band 59, Nr. 8, 2005, ISSN 0014-3820, S. 1685–1700.